# ゲオルク・ヴィルヘルム・リヒマン

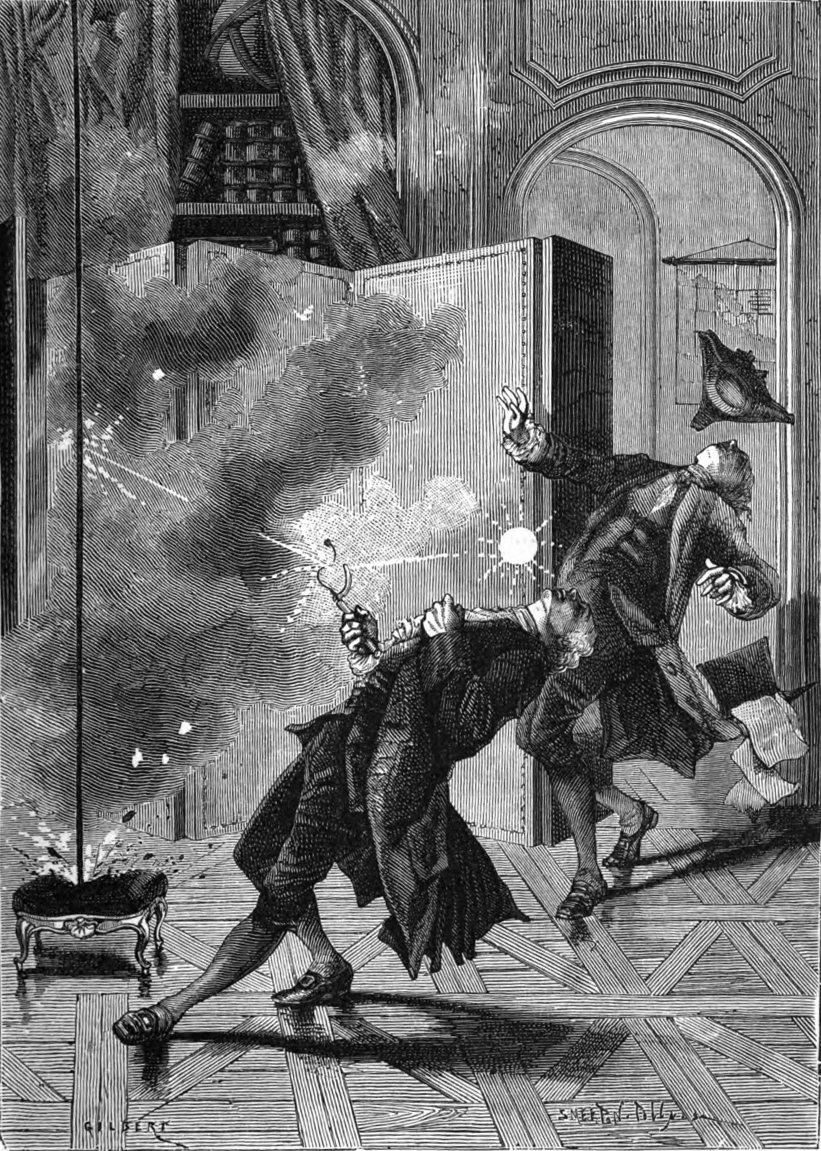
球雷に撃たれたゲオルク・リヒマン

ゲオルク・ヴィルヘルム・リヒマン（Georg Wilhelm Richmann/キリル文字：Георг Вильгельм Рихман, 1711年7月22日（ユリウス暦 7月11日） - 1753年8月6日（ユリウス暦 7月26日））はロシアに在住したドイツ人物理学者。
1711年にスウェーデン領リヴォニアのパルヌ（現在はエストニアの都市）に住むバルト・ドイツ人の家庭に生まれる。なお、リヴォニア地方は当時起っていた大北方戦争（1700年-1721年）の結果、ロシア帝国領となっている。父親は彼が産まれる前に疫病により死亡しており、母親は再婚した。リヒマンは若い頃はレバル（現在のエストニアの首都タリン）で、その後はドイツのハレとイェーナの大学で学んだ。
1741年にリヒマンはロシア帝国サンクトペテルブルク科学アカデミーの会員になった。彼はミハイル・ロモノーソフと共同で電気学、大気電気学、熱量測定などの先駆的な研究に取り組んだ。また、アンドレイ・オステルマン伯爵の子供達の家庭教師を務め、1741年にアレキサンダー・ポープの『人間論』をフランス語からドイツ語に翻訳した。
1753年にサンクトペテルブルクにて実験の最中に窓から飛来した球電に直撃されて感電死した。